# Isla Juan A. Ramírez
Isla Juan A. Ramírez är en bebodd ö i Mexiko. Den ligger i delstaten Veracruz, i den östra delen av landet. Ytan är 27,67 kvadratkilometer. Den sammanlagda folkmängden på ön räknades till 576 människor år 2020.

## Samhällen
Ön har 17 folkräkningsenheter (2020), de största samhällena listas nedan.
- Colonia Moreno, 206 invånare.[3]
- El Maguey, 86 invånare.[4]
- La Calle, 70 invånare.[5]
- Romerrillos, 55 invånare.[6]
- La Jabonera (tidigare La Jabonería), 50 invånare.[7]